# Neuronema albostigma
Neuronema albostigma är en insektsart som först beskrevs av Matsumura 1907.  Neuronema albostigma ingår i släktet Neuronema och familjen florsländor. Inga underarter finns listade i Catalogue of Life.